# Universidade Nacional Experimental Politécnica
A Universidade Nacional Experimental Politécnica "Antonio José de Sucre" (UNEXPO) é uma universidade pública da Venezuela. É a maior universidade de engenharia da Venezuela e um dos centros de excelência en ensino e pesquisa no país e na América Latina. 
A sua divisa é: "A Universidade Técnica do Estado Venezuelano". Tem a sua sede principal na cidade de Barquisimeto, estado Lara. É integrada por três vicerreitorados. O Vecerreitorado de Barquisimeto, o Vicerreitorado “Luis Caballero Mejías” de Caracas e o Vicerrectorado de Porto Ordaz. 
Entre as suas carreiras mais fundamentais eles são as capacitações de Técnicos Superiores em: Construção Civil, Mecânica e Eletricidade.